# Dona Beija
Dona Beija é uma telenovela brasileira produzida e exibida pela Rede Manchete entre 31 de março e 11 de julho de 1986, em 89 capítulos, sendo substituída por Novo Amor. Baseada nos romances Dona Beija de Thomas Othon Leonardos e A Vida em Flor de Dona Beija de Agripa Vasconcelos, foi escrita por Wilson Aguiar Filho, com colaboração de Carlos Heitor Cony, sob direção de David Grimberg e direção geral de Herval Rossano.
Conta com Maitê Proença, Gracindo Júnior, Marcelo Picchi, Bia Seidl, Maria Fernanda, Maria Isabel de Lizandra, Jonas Mello e Arlete Salles nos papéis principais.

## Produção

Logotipo de Dona Beija em sua reapresentação pelo SBT

A novela foi baseada nas obras de Dona Beija, a feiticeira do Araxá, de Thomas Othon Leonardos e A vida em flor de Dona Bêja, de Agripa Vasconcelos. Bruna Lombardi chegou a ser cogitada para o papel principal, que acabou com Maitê Proença, se transformando num dos maiores sucessos da carreira da atriz.
O presidente da empresa, Adolpho Bloch, resolveu investir pesado no ramo telenovela, investindo US$ 2 milhões na produção. Dona Beija era apenas a segunda novela produzida pela Manchete, sendo que a primeira foi o remake de Antônio Maria, em 1985, mas conseguiu estabelecer o primeiro sucesso da emissora no gênero. As cenas de estúdio foram gravadas no complexo de Água Grande, em Vista Alegre, no Rio de Janeiro.
O sucesso de Dona Beija colocou a Rede Manchete, então com três anos de existência, em destaque no cenário televisivo internacional.[carece de fontes?]
Maitê Proença, que interpretou a personagem principal, estampou a capa da revista masculina Playboy de fevereiro de 1987.
Em 2012, o portal Terra (edição peruana) considerou Dona Beija uma das cinquenta melhores novelas de todos os tempos.

## Enredo
Em 1815 em Araxá, Beija (Maitê Proença) é uma moça de beleza estonteante que é raptada por Mota (Carlos Alberto), ouvidor do imperador, para tê-la como amante, deixando para trás seu grande amor, Antônio (Gracindo Júnior), que, ao voltar ao Brasil, acredita ter sido abandonado e se casa com Aninha (Bia Seidl) por pressão de sua diabólica mãe, Ceci (Maria Fernanda), que sempre o envenenou contra a sequestrada. Após alguns anos, Mota é promovido à Corte e liberta Beija, que nesta altura já está milionária devido aos amantes que teve em troca de jóias e terras. Ela então retorna para Araxá e, desiludida com Antônio estar casado, funda um refinado bordel, onde se torna uma influente cortesã, escandalizando as mulheres e tendo o apreço dos poderosos. Ao mesmo tempo que despreza Beija, Antônio também se torna obcecado em ter ela de volta, especialmente quando ela se envolve com João (Marcelo Picchi), até então prometido para sua irmã Maria (Mayara Magri).
O maior obstáculo de Beija é Ceci, que quer a cortesã longe de seu filho e se une com outras mulheres para prejudica-la, dentre elas Idalina (Monah Delacy), Genoveva (Arlete Salles), mãe de Aninha, e Augusta (Marilu Bueno), esposa do juiz Costa Pinto (Lafayette Galvão), cuja filha Carminha (Virgínia Campos) volta grávida da Corte e é obrigada a se casar com o professor Gaudêncio (Fernando Eiras) sem que ele saiba o segredo. Já Josefa (Maria Isabel de Lizandra), mãe de João, vive um casamento infeliz com José Carneiro (Jonas Mello) e nunca esqueceu seu amor de juventude, Avelino (Jayme Periard), que está de volta à cidade. No fim, tomado pela rejeição, Antônio manda chicotear Beija quase até a morte e, para se vingar, ela manda mata-lo. Após ser absolvida devido sua influência, Beija deixa Araxá para recomeçar uma nova vida.

## Elenco
| Ator                     | Personagem                           |
| ------------------------ | ------------------------------------ |
| Maitê Proença            | Ana Jacinta de São José (Dona Beija) |
| Gracindo Júnior          | Antônio Sampaio                      |
| Bia Seidl                | Ana Felizardo Sampaio (Aninha)       |
| Maria Fernanda           | Cecília Sampaio (Ceci)               |
| Sérgio Britto            | Padre Aranha                         |
| Marcelo Picchi           | João Carneiro de Mendonça            |
| Mayara Magri             | Maria Sampaio                        |
| Abrahão Farc             | Coronel Paulo Sampaio                |
| Renato Borghi            | Dr. Fortunato                        |
| Maria Isabel de Lizandra | Josefa Carneiro de Mendonça          |
| Jonas Mello              | José Carneiro de Mendonça            |
| Jayme Periard            | Avelino Alencar                      |
| Marilu Bueno             | Augusta Costa Pinto                  |
| Lafayette Galvão         | Juiz Alfredo Costa Pinto             |
| Julciléa Telles          | Severina                             |
| Arlete Salles            | Genoveva Felizardo                   |
| Sérgio Mamberti          | Coronel Elias Felizardo              |
| Isaac Bardavid           | Delegado Belegard Nunes              |
| Nina de Pádua            | Cândida (Candinha da Serra)          |
| Mário Cardoso            | Clariovaldo (Vado)                   |
| Virgínia Campos          | Carmem Costa Pinto (Carminha)        |
| Fernando Eiras           | Professor Gaudêncio                  |
| Léa Garcia               | Flaviana                             |
| Antônio Pitanga          | Moisés                               |
| Castro Gonzaga           | Coronel Francisco Botelho            |
| Monah Delacy             | Idalina Botelho                      |
| Breno Bonin              | Joaquim Botelho                      |
| Ivan de Almeida          | Sebastião (Tião)                     |
| Sandra Simon             | Olívia                               |
| Renato Neves             | Vespasiano                           |
| João Signorelli          | Brigada                              |
| Edson Silva              | Honorato                             |
| Elisa Fernandes          | Liliane Carneiro de Assunção (Lili)  |
| Roberto Orozco           | Afonso de Assunção                   |
| Shulamith Yaari          | Dorotéia                             |
| Cláudia Freire           | Rosely                               |
| Ana Ramalho              | Lúcia                                |
| Josias Amon              | Josué                                |

### Participações especiais
| Ator                | Personagem                             |
| ------------------- | -------------------------------------- |
| Carlos Alberto      | Joaquim Inácio Silveira da Mota (Mota) |
| Edwin Luisi         | Padre Melo Franco                      |
| Aldo César          | João Alves                             |
| Miriam Pires        | Sinhá Ana Alves                        |
| Ângela Rebello      | Maria Bernarda Alves                   |
| Sílvia Buarque      | Tereza de São José                     |
| Kiki Lavigne        | Joana de São José                      |
| Tarcísio Filho      | D. Pedro I                             |
| Xuxa Lopes          | D. Carlota Joaquina                    |
| Jorge Cherques      | D. João VI                             |
| Jacqueline Laurence | Madame Constance                       |
| Guilherme Karan     | Hans Fücker                            |
| Patrícia Bueno      | Siá Boa                                |
| Haroldo de Oliveira | Ramos                                  |
| Sérgio Maciel       | Pedro Paulo Felizardo Sampaio          |
| Guilherme Corrêa    | governador-geral de Goiás              |
| Ângela Leal         | Madre Superiora                        |
| Arnaldo Weiss       | Coronel Lourenço                       |
| Felipe Wagner       | Martim Ferreira                        |
| Edson Guimarães     | Deputado Manoel Remanso                |
| Camilo Bevilacqua   | Clementino Borges                      |
| Gisele Fróes        | Dolores                                |
| Haroldo Botta       | Quarentinha                            |
| Ary Coslov          | Juca                                   |
| Bia Sion            | Emerenciana                            |
| Angelito Mello      | Matias                                 |
| Hélio Ribeiro       | Heleno da Fonseca                      |
| Miguel Rosemberg    | Inquiridor Real                        |
| Mário Gusmão        | Dirceu                                 |
| Jofre Soares        | Profeta                                |
| Zeni Pereira        | Totia                                  |
| Jorge Coutinho      | Jorge                                  |
| Mariah da Penha     | Aparecida                              |
| Alexandre Zacchia   | Feitor                                 |
| Júlio Levy          | Traficante de escravos                 |
| Odete Barros        | Michela                                |
| Ademilton José      | Padre Maurício                         |
| Cleonir dos Santos  | Isidoro                                |
| Leonardo José       | Procurador Real                        |
| Dill Costa          | Misericórdia                           |
| Kadu Carneiro       | Felício                                |
| Sidney Marques      | Diógenes                               |
| Marcus Vinícius     | Odé                                    |
| Juliana Prado       | Luzia                                  |
| Ileana Saska        | Emília                                 |
| Guilherme Martins   | Frequentadores da Chácara do Jatobá    |
| Henrique Pires      | Frequentadores da Chácara do Jatobá    |
| Moacyr Pinna        | Frequentadores da Chácara do Jatobá    |
| Marcelo Vecchio     | Frequentadores da Chácara do Jatobá    |
| Jair Delamare       | Frequentadores da Chácara do Jatobá    |
| Orion Ximenes       | Frequentadores da Chácara do Jatobá    |

## Exibição

### Reprises
Foi exibida de 31 de março a 11 de julho de 1986, e reprisada em duas oportunidades: a primeira de 9 de maio a 20 de agosto de 1988, em 89 capítulos, e a segunda de 5 de outubro de 1992 a 11 de março de 1993, com 102 capítulos.
Está sendo reprisada pela TV aracati em Julho de 2025 presente
Foi reexibida na íntegra pelo SBT de 6 de abril a 4 de julho de 2009 em 79 capítulos. Era exibida de segunda a sábado às 22h20min. Em sua reexibição eram apresentados dois capítulos por dia.

### Exibição internacional
A telenovela foi vendida para alguns países, como França e Espanha em 1988 nos canais (TF-1) e (TVE), respectivamente, e sendo particularmente popular em Cuba, onde fez muito sucesso no canal 6, tornando Maitê Proença uma estrela por lá na época de sua exibição, em 1989. No Uruguai, Maitê Proença foi recebida com filas de fãs a esperando no aeroporto.  Em Portugal, em 1990, quando foi exibida, pela RTP foi líder de audiência. Em 1991, foi vendida para a Univisión, maior rede de televisão latina dos Estados Unidos, estreando em 9 de julho daquele mesmo ano, tornando - se assim, a primeira telenovela brasileira a ser exibida em horário nobre nos Estados Unidos. Além disso, foi vendida para toda a América Latina a partir de 1988, obtendo grande êxito e fazendo a Rede Manchete exportar telenovelas, algo que somente a Rede Globo fazia até então.
Em 2024, a emissora venezuelana Televen passou a reprisar a telenovela nas madrugadas de sábado e domingo.

## Trilha sonora
A trilha sonora da telenovela Dona Beija, foi lançada pela RCA em 20 de maio de 1986 sob o selo Bloch Produções (a empresa do Grupo Bloch, proprietário da Rede Manchete) em LP e K7, contendo as músicas nacionais que embalaram as cenas da novela, a produção executiva do álbum foi de Jorge Telles.
O álbum é composto por 6 faixas divididos em dois lados, trazendo as músicas nacionais que tocaram nas cenas da telenovela, contribuído a atmosfera dramática e romântica da trama. A música "Tema de Dona Beija" de Wagner Tiso e Viva Voz, é associada ao close-up icônico da capa do álbum que apresenta os olhos da personagem–título, Dona Beija, interpretada por Maitê Proença, marcando a abertura da novela e o tema principal da personagem.
Lista de faixas
| Lado A |                                                         |                                |                                    |         |  |
| N.º    | Título                                                  | Compositor(es)                 | Intérprete(s)                      | Duração |  |
| 1.     | "Tema de Dona Beija" (Tema de abertura e tema de Beija) | Fernando Brant Wagner Tiso     | Wagner Tiso & Viva Voz             | 3:46    |  |
| 2.     | "Poente II" (Tema de Beija e Antônio)                   | João de Aquino Paulo Frederico | João de Aquino & Maurício Carrilho | 2:23    |  |
| 3.     | "Luz de Sombra" (Tema de Clariovaldo)                   | Ivor Lancellotti               | Ivor Lancellotti                   | 3:31    |  |

| Lado B |                                 |                                 |                                    |         |  |
| N.º    | Título                          | Compositor(es)                  | Intérprete(s)                      | Duração |  |
| 4.     | "Viola e Mel" (Tema de Antônio) | Flávio Venturini Murilo Antunes | 14 Bis                             | 4:03    |  |
| 5.     | "A Promessa"                    | Paulinho Cavalcante Paulo Bruce | Marisa Gata Mansa                  | 3:09    |  |
| 6.     | "Facho de Luz" (Tema da Aninha) | João de Alquino                 | João de Aquino e Maurício Carrilho | 1:47    |  |

## Audiência
No Rio de Janeiro, principal praça da Manchete, Dona Beija estreou com 24 pontos e encerrou com 27, tendo 
24 pontos de média geral, considerada um sucesso muito acima do esperado. Já em São Paulo, onde a emissora não tinha muita força ou concentrava muitos esforços, a novela estreou com 9 pontos e ficou entre 4 e 10 pontos durante os capítulos, tendo uma média geral de 6 pontos.